# Gláuber
Leandro Honorato Berti (5 de agosto de 1983, São José do Rio Preto), conocido como Gláuber, es un jugador de fútbol brasileño nacionalizado italiano. Juega desde el 2013 en el Columbus Crew de la Major League Soccer de Estados Unidos, después de haber militado para el Manchester City (Inglaterra).

## Carrera
Gláuber empezó su carrera de fútbol en el Atlético Mineiro antes de fichar por el Palmeiras, donde debutó con el primer equipo por primera vez en 2003. Después de dieciocho meses con el Palmeiras, fue cedido en diciembre de 2005 al Nuremberg para los próximos seis meses con una opción de compra para el club bávaro.
A pesar de que Gláuber había sido convocado para la Selección brasileña en una ocasión para un amistoso contra Guatemala, el cuerpo técnico del Nuremberg al principio dudaba sobre las habilidades y la capacidad del central. Sin embargo, con su actuación, el brasileño disipó todas las dudas sobre su juego después de entrar sustituyendo a Andreas Wolf lesionado, haciéndose rápidamente con un hueco en el once titular y conservándolo desde entonces.
Así, el Nuremberg ejerció la opción de compra a la que tenía derecho para adquirir a Gláuber en el verano 2006, a lo cual ayudó que adquiriera la doble nacionalidad brasileño-italiana, lo cual fue clave para su fichaje ya que el Nuremberg no disponía de más plazas para extracomunitarios en su plantilla.
El 31 de agosto, Gláuber firma un contrato de un año con el Manchester City. En 2013 llega a Columbus Crew de Estados Unidos.
- Datos: Q911705